# الويتشر

الغلاف العربي من كتاب الأمنية الأخيرة، الكتاب الأول في السلسلة

الويتشر (بالإنجليزية: The Witcher) أو المشعوذ (بالبولندية: Wiedźmin) هي سلسلة فانتازيا من القصص القصيرة والروايات من تأليف الأديب البولندي أندريه سابكوسكي تحكي عن المشعوذ جيرالت من ريفيا. في الكتب، «الويتشر» هو صائد وحوش أجير (مدرب ومعدل جسديًا) يطور قدرات خارقة للطبيعة في سن صغيرة لقتال وحوش مميتة. تحولت الكتب إلى فيلم ومسلسل تلفازي وسلسلة ألعاب وسلسلة روايات مصورة وكذلك سلسلة الروايات معروفة باسم ملحمة الويتشر. النسخة العربية من ترجمة دار عصير الكتب وقد ترجمت أول ثلاثة كتب (الأمنية الأخيرة وسيف القدر ودماء الإلفيين).

## الكتب
نُشرت قصص الويتشر القصيرة أول مرة في فانتاستيكا - مجلة فانتازيا وخيال علمي بولندية - ابتداءً من وسط ثمانينات القرن العشرين. القصة الأولى «الويتشر» (Wiedźmin) عام 1986 كُتبت لأجل مسابقة أقامتها المجلة وفازت بالمركز الثالث. القصص الثلاث الأولى تضمنوا الساحر جيرالت قد برزوا في تجميعة قصص قصيرة في 1990 بعنوان Wiedźmin، في حين نُشرت قصة «طريق بلا عودة» (Droga, z której się nie wraca) والتي تقع أحداثها قبل بداية عالم الويتشر حيث تتضمن أم جيرالت.
نُشرت تجميعة القصص القصيرة الثانية بعنوان «سيف القدر» (Miecz przeznaczenia). ومع أن الأمنية الأخيرة قد نُشرت بعد سيف القدر، إلا أنها استبدلت الويتشر على أنها الكتاب الأول لأنها تضمنت كل القصص في الويتشر عدا «طريق بلا عودة» (القصة الوحيدة التي لا يوجد فيها جيرالت). ومع أن قصص قصيرة جديدة قد أضيفت إلى الأمنية الأخيرة، إلا أنها حدثت قبل القصص التي في سيف القدر.
ومع أن «طريق بلا عودة» و«شيء ينتهي، شيء يبدأ» (Coś się kończy, coś się zaczyna) - نهاية بديلة لملحمة الويتشر عن جيرالت وزواج ينيفير مكتوبة لتكون هدية زفاف لأحد أصدقاء سابكوسكي - قد نُشرتا لاحقًا في شيء ينتهي، شيء يبدأ، إلا أن القصص الأخرى ليس لها علاقة بسلسلة الويتشر. في بعض النسخ البولندية، «طريق بلا عودة» و«شيء ينتهي، شيء يبدأ» قد أضيفتا إلى الأمنية الأخيرة أو سيف القدر.

### قصص الويتشر
- سيف القدر (Miecz Przeznaczenia) (سنة 1992)
- الأمنية الأخيرة (Ostatnie życzenie) (سنة 1993). مع ملاحظة أنه بالرغم من أن سيف القدر نُشرت أولاً إلا أن أحداث الأمنية تسبق سيف القدر.

### الخماسية
السلسلة الخماسية تركز على جيرالت من ريفيا و‌سيري - أميرة دولة مُحتلة حديثًا وبيدق في السياسة العالمية - لتصبح مشعوذةً «ويتشر» قيد التمرين. ويقع جيرالت في زوبعة من الأحداث في محاولاته لحمايتها.
- دم الإلف (Krew elfów) (سنة 1994)
- زمن الازدراء (Czas pogardy) (سنة 1995)
- معمودية النار (Chrzest ognia) (سنة 1996)
- برج السنونو (Wieża Jaskółki) (سنة 1997)
- سيدة البحيرة (Pani Jeziora) (سنة 1999)

### رواية مستقلة
- موسم العواصف (Sezon burz) (سنة 2013)، أحداثها ما بين قصص «الأمنية الأخيرة» القصيرة ولكنها تحتوي تلميحات قليلة عن أحداث السلسلة الخماسية الأصلية.

### مختارات أخرى
- شيء ينتهي، شيء يبدأ (Coś się kończy, coś się zaczyna) (سنة 2000)، قصص لسابكوسكي وتحتوي قصتين للويتشر.
- كتاب وحوش بولندية (A Polish Book of Monsters) هي مختارة أدبية إنجليزية حررها وترجمها مايكل كاندل مع ترجمة عنوان «الويتشر» إلى «ملقي التعاويذ». القصة تظهر أيضًا - بترجمة مختلفة - في الأمنية الأخيرة.

## نظرة عامة

### خلفية تاريخية
تقع أحداث القصص في قارة خيالية، سكنها الإلف قبل عدة آلاف من السنوات القادمين من خارجها. بعد وصول الإلف، واجهوا الأقزام العفاريت (Gnomes) والأقزام الصغار (Dwarves). بعد عصر من الحرب بين الإلف والأقزام، انسحب الأقزام إلى الجبال وسيطر الإلف على السهول والغابات. وصل المستعمرون البشر قبل خمس قرون من أحداث القصة مشعلين سلسلة من الحروب. البشر كانوا منتصرين وأصبحوا مسيطرين؛ وأصبحت السلالات غير البشرية مواطنين من الدرجة الثانية، وغالبًا يعيشون في أحياء انعزالية في المستوطنات البشرية. أما الذين ليس مقيدين في المعازل يعيشون في المناطق البرية التي لم يسيطر عليها البشر بعد. أعراق أخرى تعيش في القارة وهم الهافلنغ و‌الدرايد؛ أما المستذئبون و‌مصاصو الدماء فقد ظهروا بعد حدث سحري يسمى التحام الأكوان.
أثناء القرون السابقة للقصة، معظم المناطق الجنوبية للقارة سيطرت عليها إمبراطورية نيلفغارد (Nilfgaard Empire)؛ أما الشمال فيسيطر عليه الممالك الشمالية المنقسمة. وتحدث أحداث ملحمة الويتشر في بداية الحرب العظمى الأولى بين إمبراطورية نيلفغارد والممالك الشمالية، مع اشتعال الحرب الثانية في وسط السلسلة.

### الشخصيات الرئيسية
- جيرالت من ريفيا (بالبولندية: Geralt z Rivii)، معروف أيضًا باسم «الذئب الأبيض» (Gwynnbleid) - الدراياد هم من أطلقوا عليه هذا الاسم - وهو مشعوذ وبطل سلسلة الويتشر. وهو معروف أيضًا باسم «جزار بليفيكين». وقد وُصف بأنه شخصية تجسد «الليبراليون الجدد المضادون للسياسة» روح الثقافة الشعبية البولندية في تسعينيات القرن العشرين.[2]
- الساحرة ينيفر من فنغربرغ (معروفة باسم ين أو يِنَّا) (بالبولندية: Yennefer z Vengerbergu) ظهرت أول مرة في تجميعة القصص القصيرة الأمنية الأخيرة، وتبرز في القصة القصيرة «الأمنية الأخيرة» و‌القصة الإطارية «صوت العقل». واستمرت في الظهور في العديد من قصص الويتشر على أنها «توأم الروح» لجيرالت وهي واحدة من الشخصيات الرئيسية في ملحمة الويتشر.
- سيريلا فيونا إيلين ريانون (معروفة باسم سيري وشبلة سنترا و‌السنونو وسيدة الزمان والمكان) (بالبولندية: Cirilla Fiona Elen Riannon)، هي أميرة مملكة سنترا وابنة بافيتَّا (Pavetta) ودوني (Duny) (معروف أيضًا باسم قنفذ إرلينفالد (Urcheon of Erlenwald)) وحفيدة الملكة كالانثي (Calanthe). وهي أيضًا ابنة جيرالت وينيفر المتبناة، والذين تتمركز حولها الحبكة بشكل كبير. سيري هي سليلة لارا دورين (Lara Dorren) ولديها دم القدماء الذي يمنحها الولوج لقدرات تسمح لها بعبور الزمان والمكان. سيري لها شعر رمادي وعينان بلون الأخضر الزمردي، وهي سمة تجري في عائلتها.
- تريس ميريغولد من ماريبور (Triss Merigold of Maribor)، وهي ساحرة وصديقة جيرالت وينيفر. اعتنت بسيري لفترة وتعد أختًا كبرى بالنسبة لها. كانت عضوة في كوخ الساحرات. وتريس واقعة في حب جيرالت. وقد ظهرت عارضةً أزياء حقيقية في تقويم للعبة في روسيا.[3]
- ياسكير (بالبولندية: Jaskier، وتعني «زهرة الحوذان») أو داندليون (بالإنجليزية: Dandelion، وتعني الهندباء)، هو شاعر غنائي وملحمي وصديق جيرالت المقرب. بعض من قصصه الشعرية الشهيرة عن علاقة جيرالت والساحرة ينيفر. بحلول وقت الملحمة، أصبح في سن الأربعينات، ومع ذلك فكان في سن الثلاثينات يُظَّن أنه إلف. يرافق جيرالت في معظم القصص القصيرة وينتهي به الحال إلى الانضمام إلى «رفقة» أثناء البحث عن سيري ولكنه تركها قبل الهجوم على قلعة ستريغا. سينضم لاحقًا لجيرالت وسيشهد موته وموت ينيفر في ريفيا.

### الجغرافيا
| كوفير وبوفس | هينغفرز  | كيدوين       |
| ريدنيا      | ماهاكام  | إيديرن       |
| سنترا       | تيمريا   | ليريا وريفيا |
|             | نيلفغارد |              |

مع أن سابكوسكي لم يصدر أي خريطة للعالم، إلا أن المعجبين قد رسموا عدة خرائط. طبقًا لسابكوسكي، الخرائط الموجودة «دقيقة بشكل كبير» وهو يستخدم خريطة رسمها المترجم التشيكي ستانيسلاف كوماراك. سي دي بروجكت قد رسمت خريطة للعبة ذا ويتشر بالتشاور مع سابكوسكي.
يمكن تقسيم القارة إلى أربع مناطق. الممالك الشمالية (حيث تحدث معظم أحداث الملحمة) تتكون من اتحاد هينغفرز (Hengfors League) وإيديرن (Aedirn) وتيمريا (Temeria) وريدنيا (Redania) وسنترا (Cintra) وسيداريس (Cidaris) وفيردن (Verden) وكوفير وبوفس (Kovir and Poviss) وكيدوين (Kaedwen) وكيراك (Kerack) وليريا وريفيا (Lyria and Rivia) وعدة دوقيات و‌إمارات صغيرة مثل إلاندر (Ellander) أو بريمرفورد (Bremervoord). إمبراطورية نيلفغارد (Nilfgaard) تسيطر على معظم المنطقة جنوب الممالك الشمالية. الجزء الشرقي من القارة يحتوي صحراء كوراث (Korath) وزيريكانيا (Zerrikania) وهاكلاند (Hakland) والجبال النارية، وهذا الجزء معظمه غير مستكشف. سلسلة الكتب تذكر بلدان خارجية لها علاقات تجارية مع الممالك الشمالية منهم زنجبار (Zangvebar) وأوفير (Ofir) وهانو (Hannu) وبارسا (Barsa).

### اللغة
ابتكر سابوسكي لغة لأجل السلسلة تسمى لغة القدماء، مبنية على الإنجليزية و‌الفرنسية و‌الويلزية و‌الأيرلندية و‌اللاتينية ولغات أخرى وهي لغة يتحدث بها معشر الإلف.

## تبني السلسلة

### كتب الرسوم المصورة
ابتداءً من 1993 وحتى 1995، ظهرت 6 كتب رسوم مصورة مبنية على قصص سابكوسكي من تأليف ماشيه بروفسكي ورسم بوغاسلو بولش وسابكوسكي:
- طريق بلا عودة (Droga bez powrotu) — مبني على القصة القصيرة بنفس الاسم
- جيرالت (Geralt) — مبني على القصة القصيرة «المشعوذ»
- شر أقل (Mniejsze zło)
- الأمنية الأخيرة (Ostatnie życzenie)
- حدود القوة (Granica możliwości) — مبني على القصص القصيرة بنفس الاسم
- خيانة (Zdrada) — مبني على «فكرة غير مستخدمة لقصة قصيرة»

في 11 أكتوبر 2013، أعلنت دارك هورس كوميكس عن سلسلة كتب رسوم مصورة بعنوان «المشعوذ» (The Witcher) مبنية على سلسلة ألعاب الفيديو بالتعاون مع سي دي بروجكت ريد. المجلد الأول بعنوان «المشعوذ: بيت من زجاج» (The Witcher: House of Glass) بغلاف صممه مايك مينيولا وأُصدر في سبتمبر 2014. سلسلة كتب ثانية بعنوان «المشعوذ: أطفال الثعلب» (The Witcher: Fox Children) قد نُشرت في 2015.

### الفيلم والتلفاز
المشعوذ (The Hexer) هو عنوان الفيلم من إنتاج 2001 والمسلسل من إنتاج 2002، وقد أخرجهما ماريك برودكي. ميتشل إبروفسكي قد مثل دور جيرالت فيهما. في عدة مقابلات، انتقد سابكوسكي العملين المتبنيين: «يمكنني الإجابة بكلمة واحدة، فاحش، رغم أنها قصيرة». ومخطط لإعداد فيلم متبني للسلسلة لعام 2017.

### الألعاب

#### ألعاب تقمص الأدوار على الطاولة
لعبة تقمص أدوار على الطاولة مبنية على كتب سابكوسكي بعنوان «المشعوذ: لعبة تخيل» (Wiedźmin: Gra Wyobraźni) نشرتها MAG في 2001. لعبة تقمص أدوار أخرى مبنية على ألعاب الفيديو من إنتاج آر. تالسوريان غيمز كان مخططًا لها الإصدار في منتصف 2016 ولكن موعد الإصدار تأجل لأن اللعبة لا زالت قيد التطوير.

#### ألعاب الفيديو
في عامي 1996 و1997 لعبة للويتشر كانت قيد التطوير من متروبوليس سوفتوير في بولندا، ولكنها أُلغيت. مخرج اللعبة كان أدريان شميرلاز - المالك السابق لبيبول كان فلاي ومخرج مبدع - الذي صاغ الترجمة للعنوان «الويتشر» أثناء التطوير. طبقًا لشميرلاز، اللعبة كانت ستصبح لعبة أكشن-مغامرات ثلاثية الأبعاد مع عناصر تقمص أدوار مثل الخيارات الأخلاقية و‌نقاط خبرة.
في 2007، أصدرت سي دي بروجكت ريد الويتشر، وهي لعبة تقمص أدوار مبنية على ملحمة سابكوسكي. أُصدرت اللعبة في أوروبا في 26 أكتوبر وفي الولايات المتحدة في 30 أكتوبر لمنصتي الويندوز وأو إس إكس. كانت الدعاية للعبة جيدة، وبرغم أنها اللعبة الأولى للمطورين، إلا أنها تلقت مدحًا نقديًا في أوروبا والولايات المتحدة. الويتشر قد نشرها في بولندا سي دي بروجكت ريد وفي جميع أنحاء العالم أتاري. نسخة للأنظمة الأخرى بعنوان الويتشر: نهوض الذئب الأبيض (The Witcher: Rise of White Wolf) بنفس القصة ولكن بمحرك ونظام قتال مختلفيين، وكان مخطط لها أن تصدر في خريف 2009 ولكنها أُلغيت في ربيع نفس العام.
الويتشر: ممر قرمزي (بالبولندية: Wiedźmin: Krwawy Szlak) - معروفة أيضًا باسم الويتشر نسخة المحمول - هي لعبة أكشن على الهاتف المحمول صنعتها بريكبوينت بترخيص من سي دي بروجكت ريد في نوفمبر 2007. وهي تظهر جيرالت كتلميذ صغير واعد وقد أنهى تدريبه ليصبح ذابح وحوش (مشعوذ).
الويتشر: فيرسس هي لعبة متصفح قتالية متعددة اللاعبين مبنية على فلاش، طورتها وان تو ترايب لصالح سي دي بروجكت ريد وأُصدرت في 2008. في اللعبة - فُصلت فيما بعد - ينشئ اللاعبون شخصية من طبقة واحدة من ضمن ثلاث ويتحدون بعضهم البعض في المعركة.
الويتشر 2: مغتالو الملوك هي النسخة التالية للعبة الويتشر، طورها سي دي بروجكت ريد. في 16 سبتمبر 2009 - قبل الإعلان عن أساسنز أوف كينغز - تسرب مقطع من اللعبة؛ وبعدئذٍ بيومين، أكد سي دي بروجكت أنها لا زالت قيد التطوير. نشرت سي دي بروجكت اللعبة في بولندا ونشرتها بانداي نامكو إنترتينمنت في أوروبا ونشرتها أتاري في أمريكا الشمالية. وُزعت اللعبة رقميًا عبر ستيم وخالية من إدارة الحقوق الرقمية على غود أولد غيمز. الويتشر 3: الصيد البري - لعبة عالم مفتوح واللعبة الثالثة من تطوير سي دي بروجكت ريد - قد أُصدرت 19 مايو 2015.
ابتداءً من 11 يوليو 2012، بيعت من اللعبتين الأوليين حول العالم 4 ملايين نسخة لمنصات ويندوز وماك و‌إكس بوكس 360. ومن 6 فبراير 2013، المجموع كان أكثر من 5 ملايين نسخة. ومن 25 أكتوبر أصبحت المبيعات 6 ملايين نسخة، وباعت السلسلة أكثر من 8 ملايين نسخة. وأعلن سي دي بروجكت ريد عن لعبة بعنوان الويتشر: باتل أرينا - وهي لعبة مجانية من نوع ساحة المعركة متعددة اللاعبين عبر الإنترنت للهواتف المحمولة - في 1 يوليو 2014. أُصدرت الويتشر 3 في 2015 وأصبحت من أكثر الألعاب فوزًا بالجوائز مطلقًا وفازت بأفضل لعبة في 2015 في جوائز الألعاب.

#### ألعاب البطاقات
في 2007، طورت كوزنيا غيير لعبتي بطاقات مبنيتين على لعبة الفيديو ذا ويتشر من سي دي بروجكت. الأولى بعنوان «الويتشر: لعبة المغامرات» (Wiedźmin: Przygodowa Gra Karciana) ونشرتها كوزنيا غيير. والثانية بعنوان «لعبة بطاقات الويتشر برومو» (Wiedźmin: Promocyjna Gra Karciana) وقد أضيفت إلى نسخة المجموعة من ذا ويتشر في بعض الدول. لعبة بطاقات أخرى أعلنت عنها غوينت لإصدارها مع ذا ويتشر 3: وايلد هانت على أنها نشاط داخلي للعبة. يمكن للاعبين تحدي (أو شراء) الشخصيات للحصول على بطاقات غوينت في اللعبة. في 2016، أُعلن عن لعبة بطاقات لغوينت على الإنترنت قائمة بذاتها ومن المتوقع صدور النسخة التجريبية لها.

#### ألعاب اللوح
سي دي بروجكت ريد و‌فانتازي فلايت غيمز قد أصدرا لعبة مغامرة الويتشر، وهي لعبة لوح صممها إغناسي تروفتشيك، في 2014 في هيئات مادية ورقمية. النسخ الرقمية متاحة على ويندوز وماك أوس إس إكس وأندرويد وآي أو إس.

## في الثقافة الشعبية
وُصفت الكتب بأن لديها حشد شعبي في بولندا و‌روسيا ودول أخرى من أوروبا الشرقية.

## وصلات خارجية
سلسلة الروايات
- الموقع الرسمي لأندريه سابكوسكي (بالبولندية)
- ملحمة الويتشر على قاعدة بيانات الخيال التأملي على الإنترنت

سلسلة ألعاب الفيديو